# Пєсков Віталій Вікторович
Віталій Вікторович Пєсков (рос. Вита́лий Ви́кторович Песко́в; 12 травня 1944, Москва, СРСР — 12 березня 2002, Москва, Російська Федерація) — радянський і російський художник-карикатурист, мультиплікатор, гуморист.

## Біографічні відомості
У 2000  Віталій Пєсков був визнаний кращим російським карикатуристам 20-го століття (згідно російському журналу «Лица»).
Він мав безліч зарубіжних призів і нагород (Болгарія, Югославія, Японія, Норвегія, Німеччина та інші країни); вітчизняних російських нагород і премій не мав, крім двох премій від «Літературної газети» (1973, 1986) і після закінчення радянської влади — «Золотой Остап» (1995).
Був карикатуристом демократичного спрямування і не обслуговував радянську комуністичну владу. В результаті він неодноразово привертав увагу КДБ і партійної комуністичної номеклатуры, він не був ні в одній професійній спілці (художників, журналістів та кинематографисов), не мав ні книжкових видань своїх творів (тільки збірники карикатури), ні персональних виставок.
Його перша карикатура була опублікована в журналі «Зміна» («Смена») в 1967, після чого він був запрошений на роботу художником в «Літературна газета». Одночасно співпрацював з іншими органами преси і з телебаченням, де створив кілька мультфільмів як художник і режисер.
Всього Віталій Вікторович Пєсков створив близько 15,000 карикатур.
Після смерті Віталія Пєскова 2002, його квартира, де проживали він і його цивільна дружина Ірина Коршикова, була розграбована — було вкрадено все майно: грошові накопичення, меблі, побутова техніка, одяг, малюнки, причому сама Ірина Юхимівна Коршикова неодноразово стверджувала, що всі політичні карикатури її чоловіка, які перебували вдома, були злодіями не просто вкрадені, а знищені. Ірина Коршикова, власник авторських прав малюнків чоловіка, звернулася в Прокуратуру. Прокуратура відкрила кримінальну справу, але подальшої роботи слідчих не було.
Проте офіційні структури Росії почали переслідувати родину Віталія Пєскова, Ірина Коршикова і її син Віктор Коршиков (1983—2006) отримали численні погрози і емігрували в Сполучені Штати Америки, де сім'я продовжила отримувати погрози з Росії і вимоги не публікувати малюнки чоловіка.
Коршикова називає злодіїв, це в першу чергу російський художник Леонід Тишков (молодший брат пропагандиста ідей Путіна академіка В. О. Тишкова): саме він рівно через місяць після смерті Віталія Пєскова влаштував у своїй приватній галереї в Москві виставка малюнків Пєскова, при цьому не посоромився сказати в рекламному інтерв'ю, що малюнки були взяті з квартири Пєскова, а до самої Ірини Коршиковой він направив їх спільних знайомих, в тому числі спільну подругу, з погрозами та знущаннями.
Ірина Коршикова, поїхавши в США з копіями 3,000 малюнки чоловіка, провела дві великі персональні виставки в Нью-Йорку на Бродвеї і створила меморіальний вебсайт і пізніше видала книгу-біографію «Віталієві від Ірини» малюнками Віталія Пескова (Російське видавництво в Нью-Йорку Mir Collection, NY, 2007, ISBN 1-893552-50-0; книга поставлена в сайт Некомерційна електронна бібліотека «Imwerden»: (Читати і завантажити книгу: Виталию от Ирины. Памяти художника Виталия Пескова).
Проте загрози і переслідування проти сім'ї тривали. Хоча кримінальна справа була відкрита, воно не проводилося: російська правоохоронна система повязла в корупції. Доведений знущаннями і загрозами, Віктор Коршиков (1983—2006) музичний критик і автор і автор різних статей на історії опери, наклав на себе руки.
У 2008 році Ірина Коршикова безоплатно передала весь наявний у неї архів чоловіка (малюнки, публікації, листи і записки художника) і сина (посмертнач книга музикознавчих статей про класичну музику) у Російський державний архів літератури і мистецтва.

## Фільмографія
- «Ковбои в городе» (1973)
- Дорогий хлопчик (1974)
- «Маяковський сміється» (1975)
- «Ау-у!» — заставки в титрах фильма (1975)
- «Стадион шиворот-навыворот» (1976)
- «От тебя одни слезы» (1976)
- «Тебе, атакующий класс!» (1977)
- Мультфільм про однакові будинки до художнього фільму «Іронія долі або з легким паром», реж. Ельдар Рязанов (1975 год)
- «Дима отправляется в путь» (1978)
- «Плавание» (мультфільм, 1980)
- «Піф-паф, ой-ой-ой!» (совместно с Гарри Бардиним) (1980)

## Карикатури

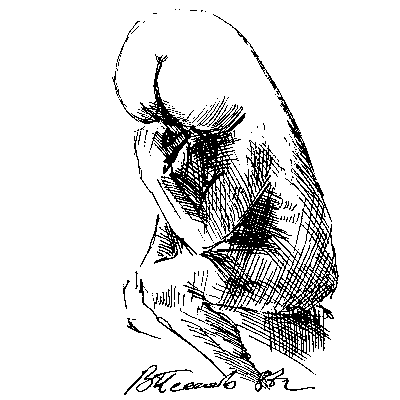
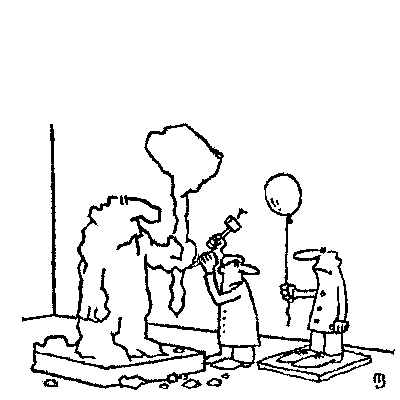
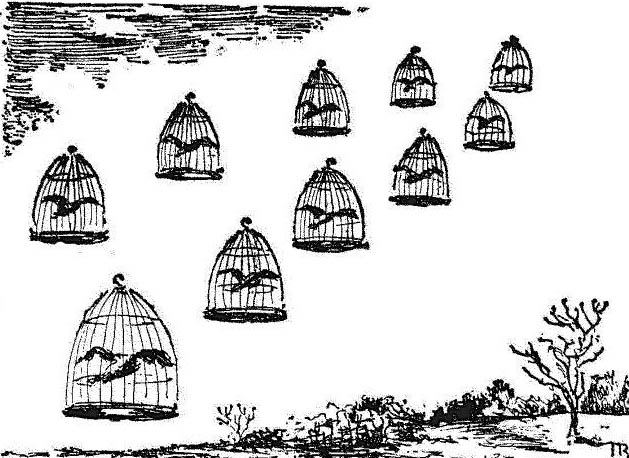
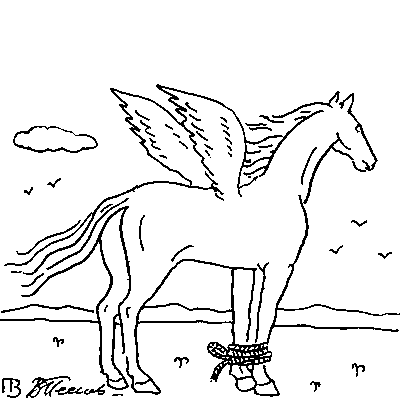
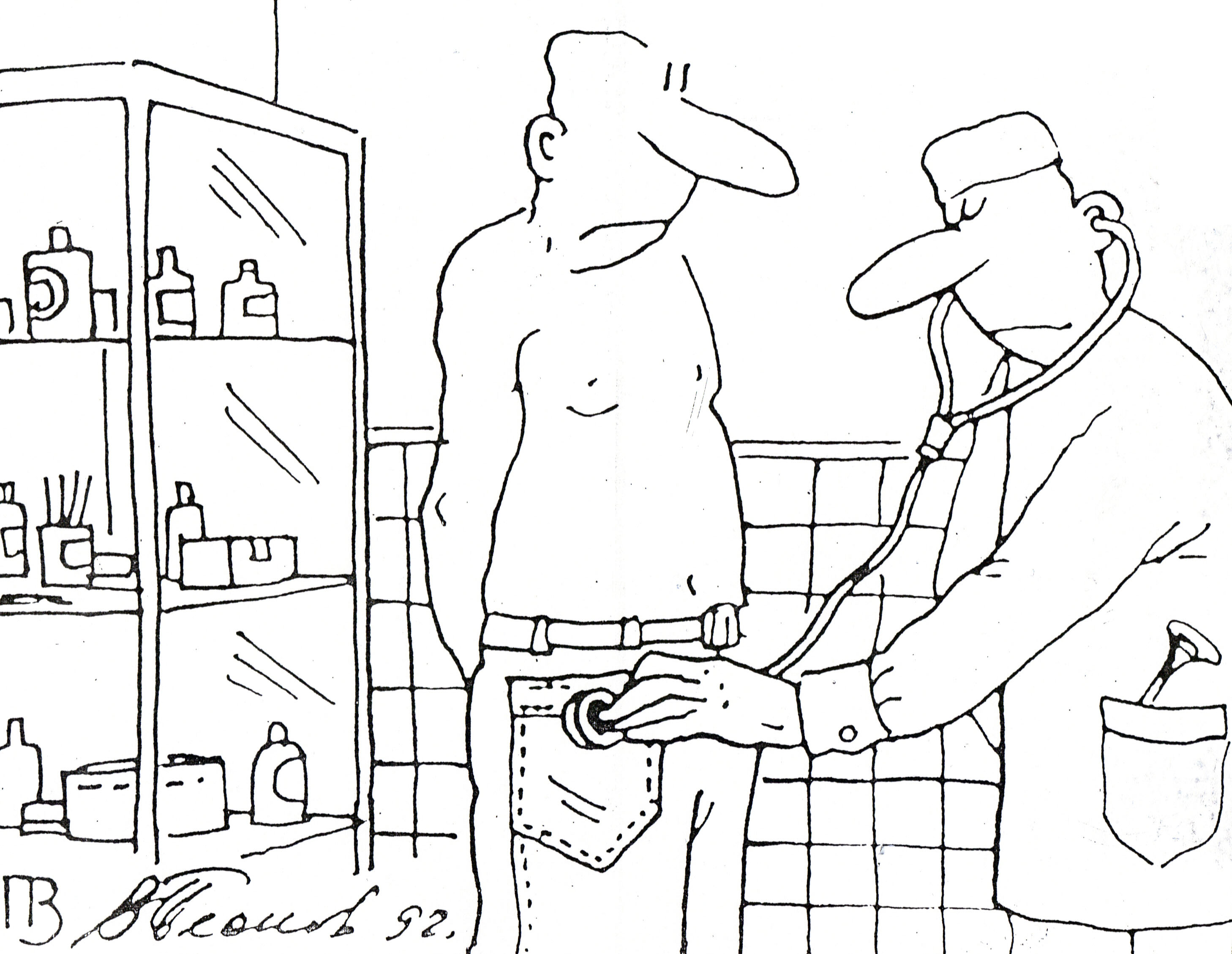
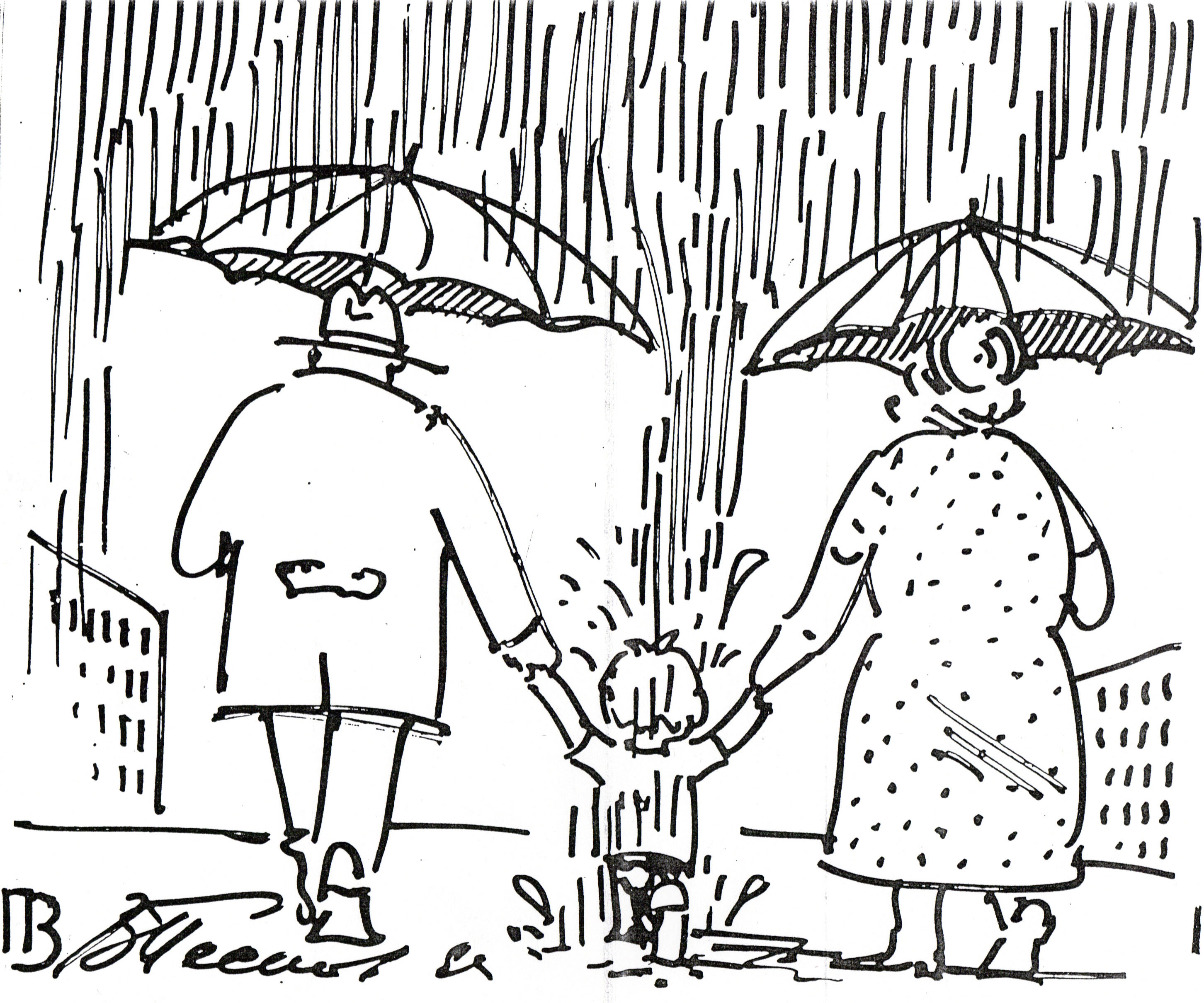
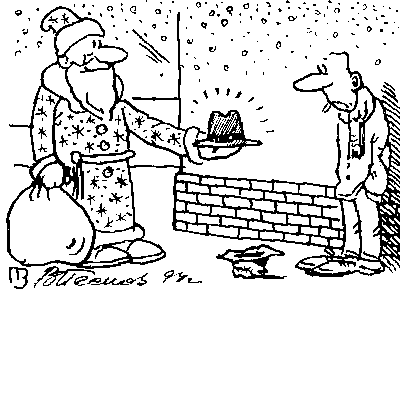
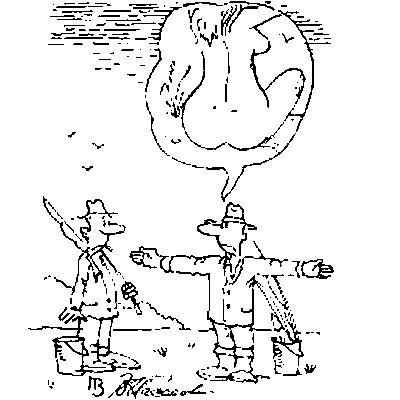
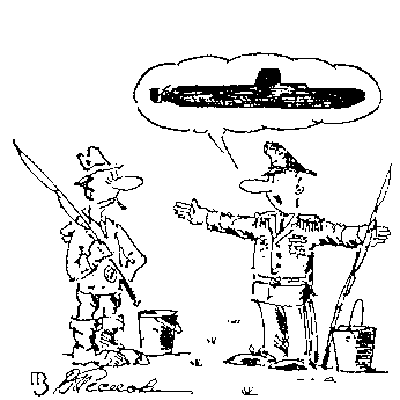
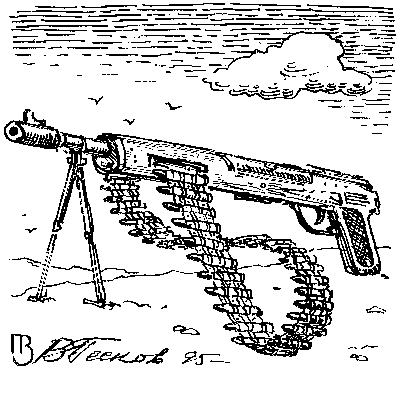
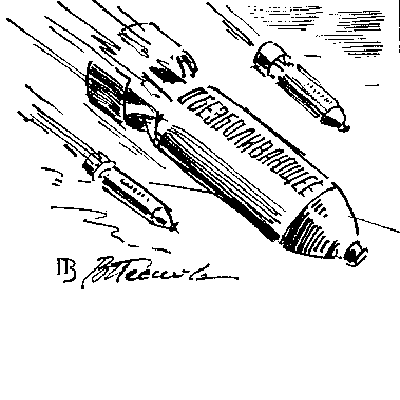
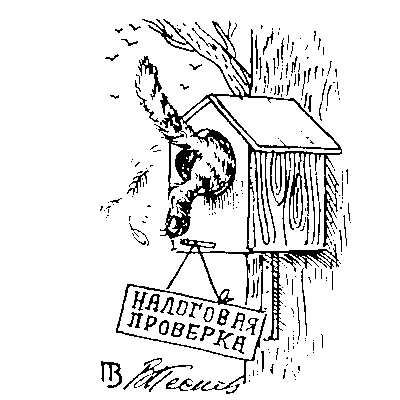